# J. Thompson Baker
Jacob Thompson Baker (* 13. April 1847 bei Cowan, Union County, Pennsylvania; † 7. Dezember 1919 in Philadelphia, Pennsylvania) war ein US-amerikanischer Politiker. Zwischen 1913 und 1915 vertrat er den Bundesstaat New Jersey im US-Repräsentantenhaus.

## Werdegang
J. Thompson Baker besuchte die öffentlichen Schulen seiner Heimat und studierte danach an der Bucknell University in Lewisburg. Nach einem anschließenden Jurastudium und seiner 1870 erfolgten Zulassung als Rechtsanwalt begann er in Lewisburg in diesem Beruf zu arbeiten. Gleichzeitig schlug er als Mitglied der Demokratischen Partei eine politische Laufbahn ein. Im Jahr 1905 leitete er den regionalen demokratischen Parteitag in Pennsylvania. Danach zog er nach New Jersey, wo er zu den Mitgründern der Stadt Wildwood gehörte. In den Jahren 1911 und 1912 war er Bürgermeister dieses Ortes. 1912 nahm er als Delegierter an der Democratic National Convention in Baltimore teil, auf der Woodrow Wilson als Präsidentschaftskandidat nominiert wurde.
Bei den Kongresswahlen des Jahres 1912 wurde Baker im zweiten Wahlbezirk von New Jersey in das US-Repräsentantenhaus in Washington, D.C. gewählt, wo er am 4. März 1913 die Nachfolge von John J. Gardner antrat. Da er im Jahr 1914 dem Republikaner Isaac Bacharach unterlag, konnte er bis zum 3. März 1915 nur eine Legislaturperiode im Kongress absolvieren. In dieser Zeit wurden der 16. und der 17. Verfassungszusatz ratifiziert.
Nach dem Ende seiner Zeit im US-Repräsentantenhaus arbeitete Thompson Baker in Wildwood im Immobiliengeschäft. Er starb am 7. Dezember 1919 in Philadelphia.